# 芬格尔 (北达科他州)
芬格尔（英語：Fingal），是美国北达科他州下属的一座城市。根据2010年美国人口普查，该市有人口97人。